# Portia
Portia (лат.) — род пауков из семейства пауков-скакунов. Более 17 видов, которые питаются другими пауками (то есть они являются аранеофагами, или арахнофагами). Они отличаются своим разумным охотничьим поведением, которое предполагает, что они способны к обучению и решению проблем и что обычно приписывают гораздо более крупным животным.

## Описание
Мелкие пауки-скакуны. Длина самок от 5 до 10 мм, самцы от 5 до 7 мм. Основная окраска темно-коричневая со светлыми и тёмными отметинами.
Эти пауки питаются в основном другими пауками. Касаясь паутины, они могут имитировать движения дуновения ветра, чтобы оставаться незамеченными. Благодаря хорошему зрению они могут приблизиться к жертве, оставаясь незамеченными, и стремительно атаковать.

## Распространение
Африка, Мадагаскар, Австралия, Южная и Юго-Восточная Азия (Китай, Малайзия, Мьянма, Индия, Непал, Шри-Ланка, Филиппины, Вьетнам).

## Методы охоты
По всей видимости, их излюбленной добычей являются Пауки-кругопряды, которые на 10-200 % больше их собственного размера. Пауки рода Portia похожи на листовой детрит, застрявший в паутине, такой маскировки бывает достаточно, чтобы обмануть Пауков-кругопрядов, которые обладают плохим зрением.
Охотясь на пауков-кругопрядов, Portia создаёт различные виды вибраций паутины, которые имитируют попытки насекомого выбраться или сигналы ухаживания, повторяя любые действия, которые побуждают намеченную жертву двигаться к пауку рода Portia. Наблюдалось как Portia fimbriata выполняла вибрационные сигналы в течение трёх дней, пока жертва не решилась подойти к ней. Часто они начинают своё вторжение в чужую паутину с приближением лёгкого бриза, чтобы скрыть вибрацию, которая выдаёт их присутствие; они отступают если намеченная жертва начинает отвечать агрессивно. Остальные пауки-скакуны делают короткие обходы вокруг жертвы без отрыва визуального контакта, но Portia делает долгосрочные обходы с отрывом визуального контакта.
Лабораторные исследования показали, что пауки рода Portia очень быстро обучаются охотничьим приёмам на пауков-кругопрядов, которых ни она, ни её предки не встречали в дикой природе. Точное визуальное распознавание потенциальной добычи является важной частью её охотничьей тактики. Например, на Филиппинах пауки этого рода нападают с тыла охотясь на очень опасных пауков-плеваков, которые сами охотятся на пауков-скакунов. Это инстинктивное поведение. С другой стороны, они будут атаковать в лоб пауков-плеваков, которые несут яйца. Однако вследствие экспериментов, в ходе которых пауков рода Portia натравили на «живых» пауков с различными, но последовательными моделями естественного поведения, показали, что инстинктивная тактика является только отправной точкой метода проб и ошибок, благодаря которому эти пауки учатся очень быстро.
На фоне других пауков-скакунов, которые также имеют отличное зрение, Portia может имитировать листовой детрит. Когда Portia близко к диапазону атаки, она начинает использовать различные тактики охоты на различных пауков. С другой стороны, нападая на простую добычу, например мух, они просто преследуют и бросаются на неё, а также они захватывают добычу с помощью липкой паутины.
Подобно своему охотничьему методу мимикрии, Portia также в значительной степени полагается на сигналы движения, чтобы найти добычу. В этой конкретной стратегии ненаправленные прыжки происходят в непосредственной близости от своей жертвы для посылания визуальных сигналов. В результате таких действий жертва будет реагировать на этот визуальный сигнал, давать обратный визуальный сигнал хищнику и после этого Portia стремительно атакует свою жертву.
Также Portia может есть трупы членистоногих, которые они нашли, а также употреблять нектар.

## Социальное поведение
Некоторые представители вида Portia africana наблюдались живущими совместно и при этом добычу они делили.
Если зрелый самец встретит недозрелую самку, то он попытается сосуществовать с ней:467.
Самки Portia labiata могут распознавать паутину знакомых и незнакомых особей своего вида, а также отличать свою собственную паутину от чужой.

## Зрение
У пауков Portia 8 глаз, которые поддерживают исключительную остроту пространства. Три пары глаз, расположенные по бокам головогруди (так называемые вторичные глаза), имеют общее поле обзора почти 360 ° и служат, главным образом, в качестве детекторов движения. Пара обращенных вперед срединных глаз (называемых основными глазами) адаптирована для цветового зрения и высокой пространственной остроты.
Основные глаза точно фокусируются на объекте на расстоянии примерно от 2 сантиметров до бесконечности, и на практике могут видеть до 75 сантиметров.:53. Как и все пауки-скакуны, Portia могут одновременно воспринимать только небольшое поле зрения, поскольку наиболее острая часть главного глаза может видеть весь круг шириной до 12 миллиметров на расстоянии 20 сантиметров или шириной до 18 миллиметров на расстоянии 30 сантиметров. Главные глаза прыгающих пауков могут видеть от красного до ультрафиолетового частей спектра.
Межрецепторные углы глаз Portia могут составлять всего 2,4 минуты по дуге, что всего в шесть раз хуже, чем у людей, но в шесть раз лучше, чем у самого острого глаза насекомого. Это также лучше при дневном свете, чем зрение кошки.
При определении типов добычи пауки вида P. africana полагаются на визуальные особенности общей морфологии и цвета (или относительной яркости). Охота P. schultzi стимулируется только зрением, и если жертва находится рядом, но скрытая, то она не вызывает реакции паука. P. fimbriata использует визуальные сигналы, чтобы отличить представителей своего вида от других членов семейства Salticidae.
Некоторые авторы, например Кросс и Джексон (Cross и Jackson, 2014) предполагают, что пауки вида P. africana способны мысленно вращать визуальные объекты, удерживаемые в его памяти.
Тем не менее, пауки Portia тратят относительно много времени для того, чтобы увидеть объекты, возможно, потому что получение хорошего изображения из таких маленьких глаз является сложным процессом и требует более тщательного сканирования. Это делает Portia уязвимым для гораздо более крупных хищников, таких как птицы, лягушки и богомолы, которых Portia часто не может идентифицировать из-за крупного размера хищника.

## Движение
Когда пауки Portia не охотятся за добычей или не спариваются, то они принимают особую позу, называемую «позой скрытного покоя», вытягивая ноги близко к телу, а щупальца загибая назад, около хелицер («челюстей»), что делает неясным контуры этих придатков. При ходьбе большинство видов Portia имеют медленную, «прерывистую» походку, которая сохраняет их скрытность: часто останавливаются с нерегулярными интервалами; непрерывно машет ногами, а их щупальца дергаются вверх и вниз; перемещая каждый придаток независимо от с другим; и постоянно меняя скорость.
Известно, что если их потревожить, то некоторые виды пауков Portia прыгают вверх примерно на 100—150 мм часто из своей скрытной позы покоя и часто по широкой траектории. Обычно затем паук либо замирает, либо пробегает около 100 миллиметров, а затем замирает.

## Классификация
Род впервые выделил 1878 году немецкий арахнолог Фердинанд Карш (Ferdinand Karsch). Типовой вид Portia fimbriata (Doleschall, 1859).
С помощью молекулярно-генетических методов и анализа последовательности ДНК было показано, что род Portia является базальным членом клады (то есть обладает родством к общему предку всех других пауков-скакунов), в которой их ближайшими родственными таксонами могут быть Spartaeus, Phaeacius и Holcolaetis.
Род Portia делят на две видовые группы: schultzi group, в которой пальпы самцы имеют фиксированные голенные апофизисы; и группа kenti group, в которой апофизисы пальп соединены через сустав, разделенный мембраной. Группа schultzi включает виды P. schultzi, P. africana, P. fimbriata и P. labiata.
По крайней мере, некоторые виды Portia находятся в состоянии репродуктивной изоляции: в лаборатории самец P. africana совокуплялся с самкой P. labiata, но яйца после этого не откладывались; во всех случаях самка P. labiata сопротивлялась и делала выпад в попытке укусить партнёра:435—466
Выделяют более 17 видов.
- Portia africana (Simon, 1886)
- Portia albimana (Simon, 1900)
- Portia assamensis Wanless, 1978
- Portia crassipalpis (Peckham & Peckham, 1907) — Сингапур, Борнео
- Portia fimbriata (Doleschall, 1859)
- Portia heteroidea Xie & Yin, 1991 — Китай[29]
- Portia hoggi Zabka, 1985 — Вьетнам[30]
- Portia jianfeng Song & Zhu, 1998 — Китай[31]
- Portia labiata (Thorell, 1887)
- Portia orientalis Murphy & Murphy, 1983 — Китай[32]
- Portia quei Zabka, 1985 — Вьетнам, Китай[30]
- Portia schultzi Karsch, 1878[33]
- Portia songi Tang & Yang, 1997 — Китай[34]
- Portia strandi Caporiacco, 1941 — Эфиопия
- Portia taiwanica Zhang & Li, 2005 — Тайвань[35]
- Portia wui Peng & Li, 2002 — Китай[36]
- Portia zhaoi Peng, Li & Chen, 2003 — Китай[37]

## Здоровье
Продолжительность жизни этих пауков около 1,5 лет.
Portia fimbriata может восстановить потерянную конечность в течение недели после линьки.
Пауки Portia очень легко могут сбросить свои конечности, это объясняется наличием защитного механизма. Поэтому пауков этого рода часто находят без одной или нескольких конечностей.